# Mike Edwards (cornerback)
Mike Edwards (Cleveland, 26 aprile 1991) è un ex giocatore di football americano statunitense, che ha giocato come cornerback.

## Palmarès
- 1 Mondiale (2015)